# Paul Simmel

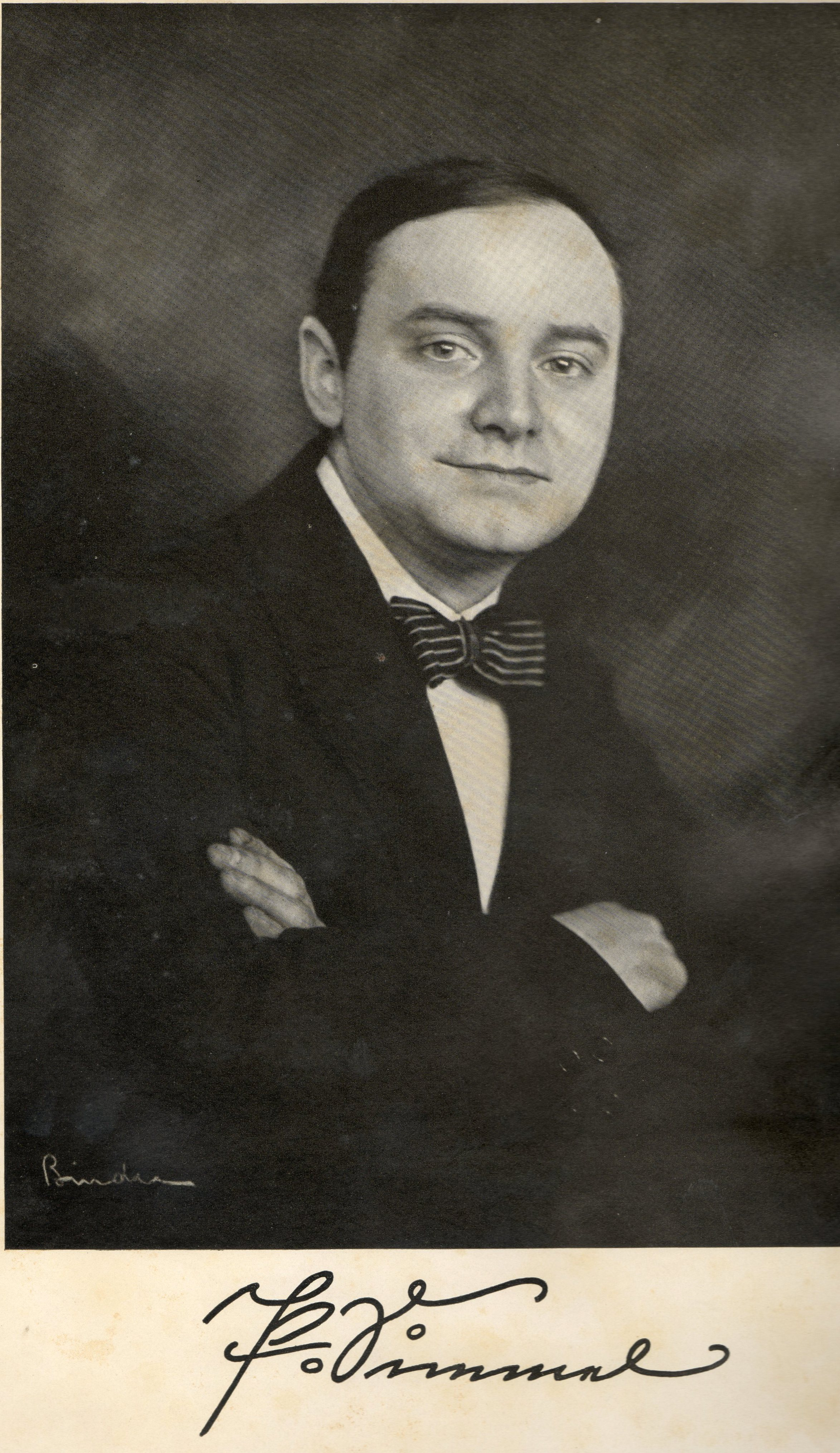
Paul Simmel

Paul Simmel (* 27. Juni 1887 in Spandau; † 24. März 1933 in Berlin) war ein deutscher Maler und Karikaturist.

## Leben
Simmel wuchs in Ludwigslust in Mecklenburg-Vorpommern auf, machte auf Wunsch seines Vaters zunächst eine Schlosser-Lehre. 1909 begann er ein Studium an der Berliner Kunstakademie, das er in München und Paris fortsetzte. Nach dem Ende des Ersten Weltkriegs kehrte er nach Berlin zurück und wurde als Karikaturist bei der Berliner Illustrirten Zeitung fest angestellt, zeichnete aber auch Karikaturen für die Berliner Morgenpost, die Zeitbilder (Wochenbeilage der Vossischen Zeitung), den Ulk und die Lustigen Blätter des Verlags von Otto Eysler. Seine Zeichnungen erschienen regelmäßig auch gesammelt in Buchform. Außerdem illustrierte er zahlreiche Bücher anderer Autoren.
Simmel konnte von seiner Zeichenkunst gut leben. Er war zweimal verheiratet. Als er schwer erkrankte und ihm die Ärzte nicht mehr helfen konnten, setzte er seinem Leben selbst ein Ende. Sein Vermögen vermachte er den Kriegsblinden.
Zu Lebzeiten so populär wie Heinrich Zille, mit dem er oft verglichen wird, verblasste sein Ruhm, obwohl sowohl in der Bundesrepublik Deutschland als auch in der DDR noch einige Auswahlbände erschienen.
Beispiele aus einem Karikaturenbuch

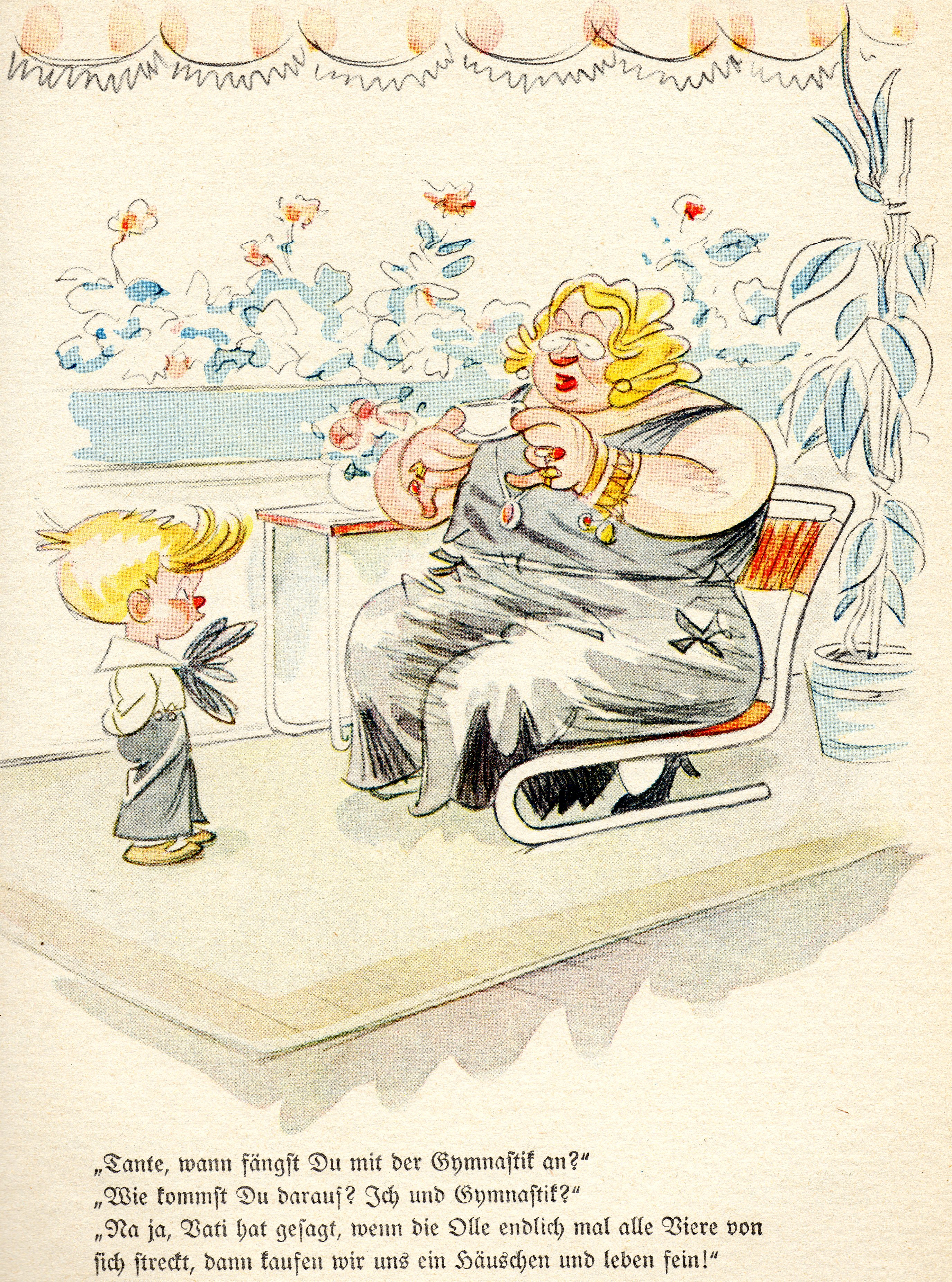
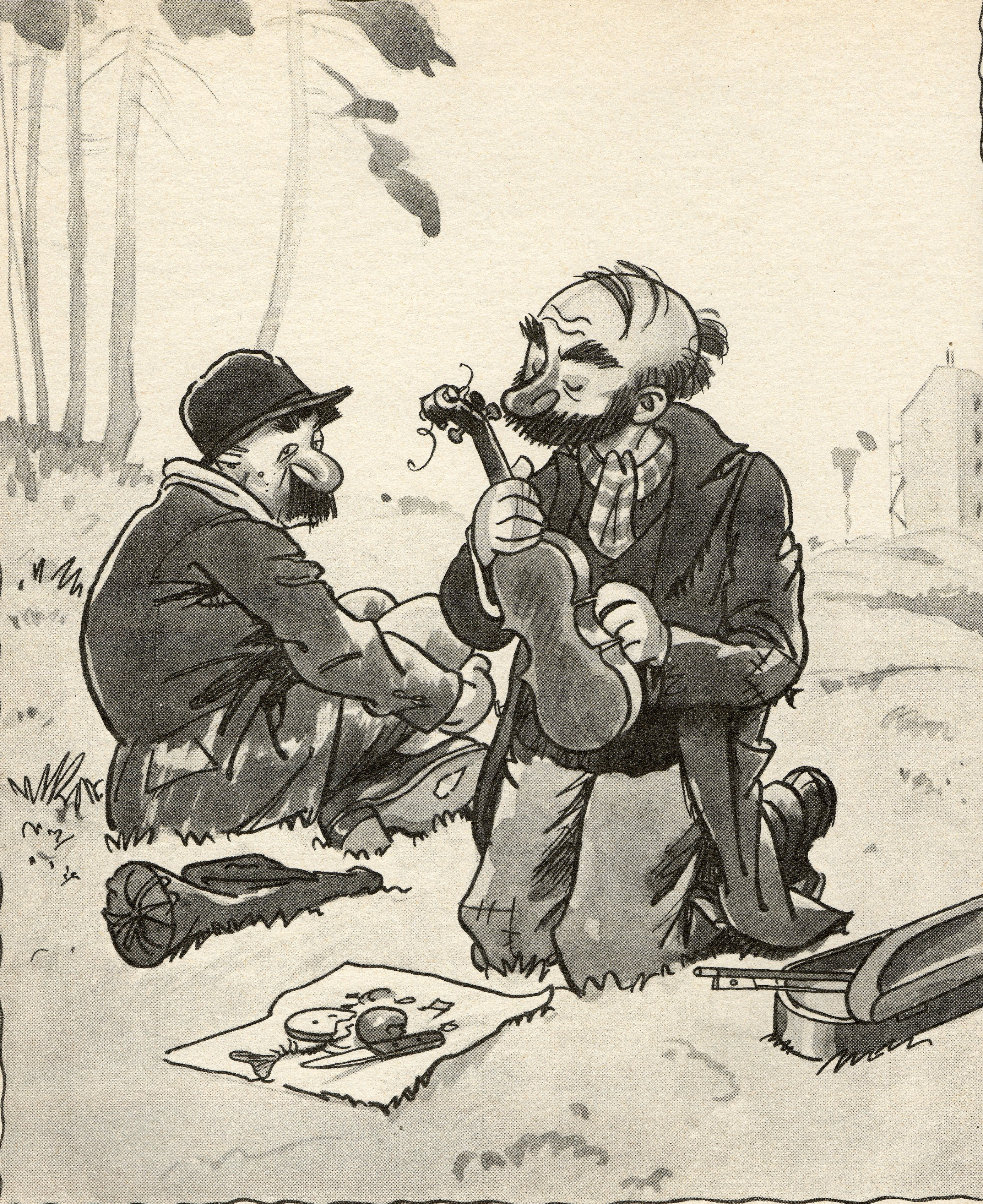
„Benvenuto, lass' mal einen, ick will die Geige stimmen!“
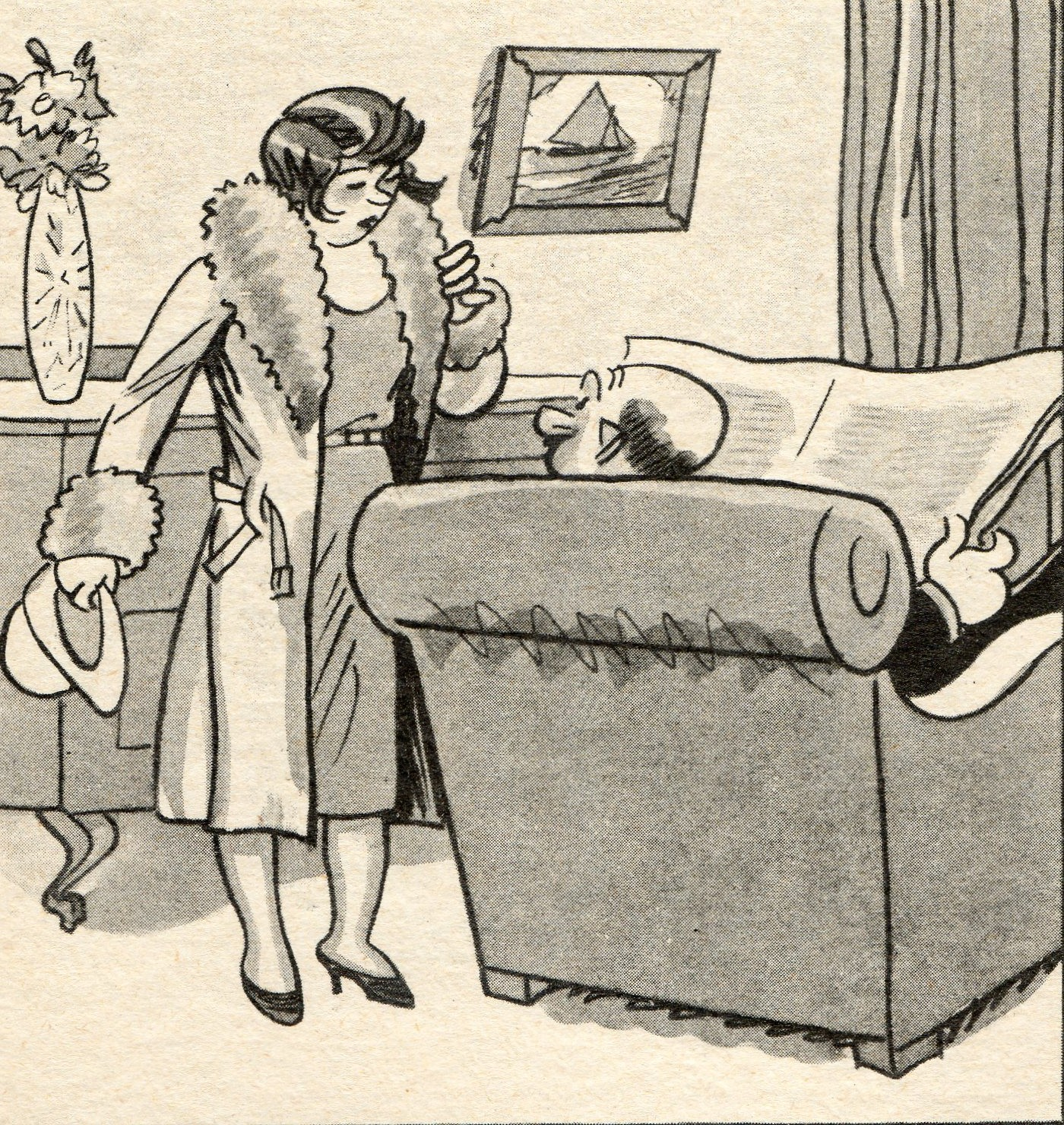
„Also der Arzt sagt, mein Stoffwechsel müßte besser werden!“ „Ich kaufe Dir also noch nicht genug Kostüme??“
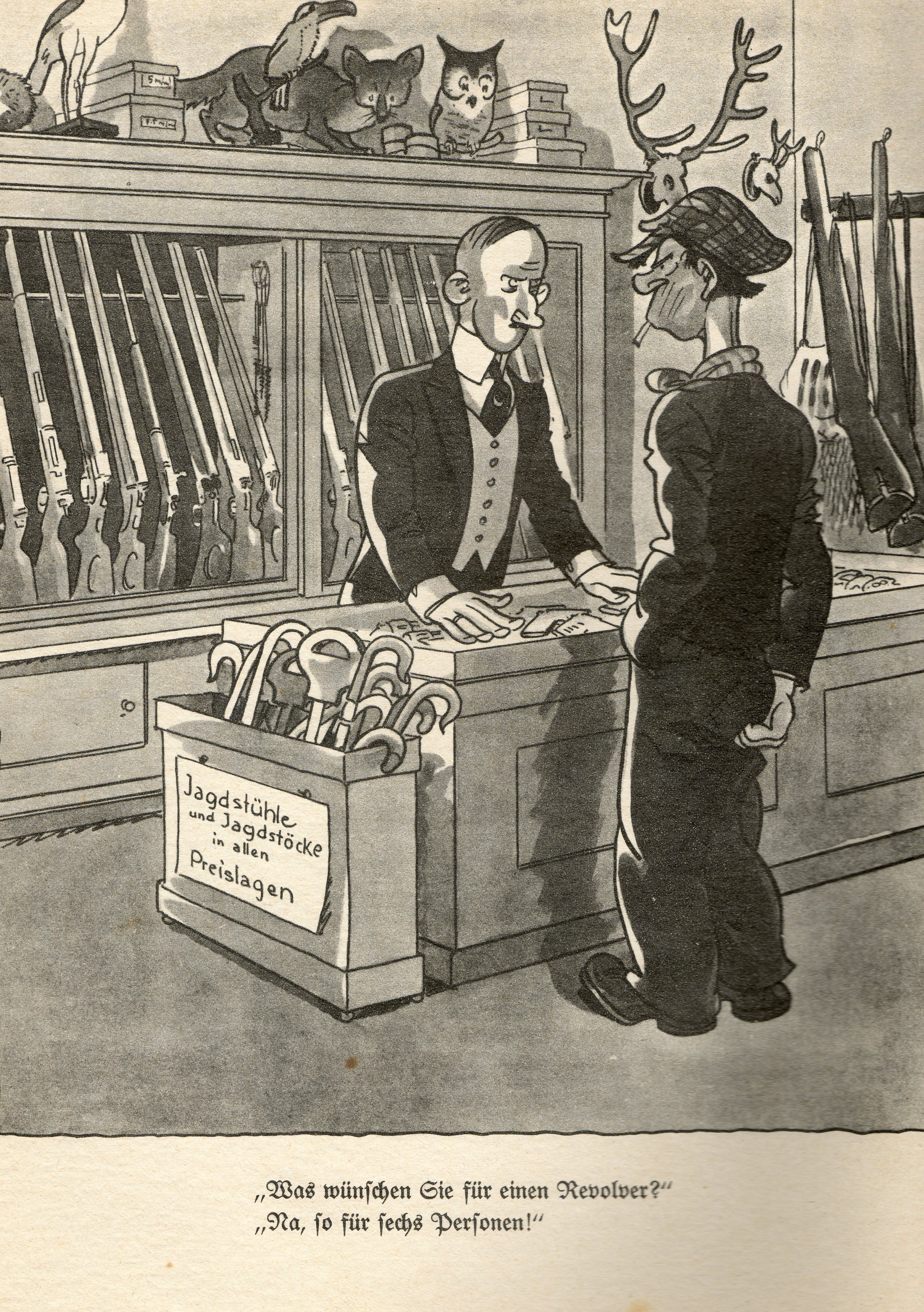
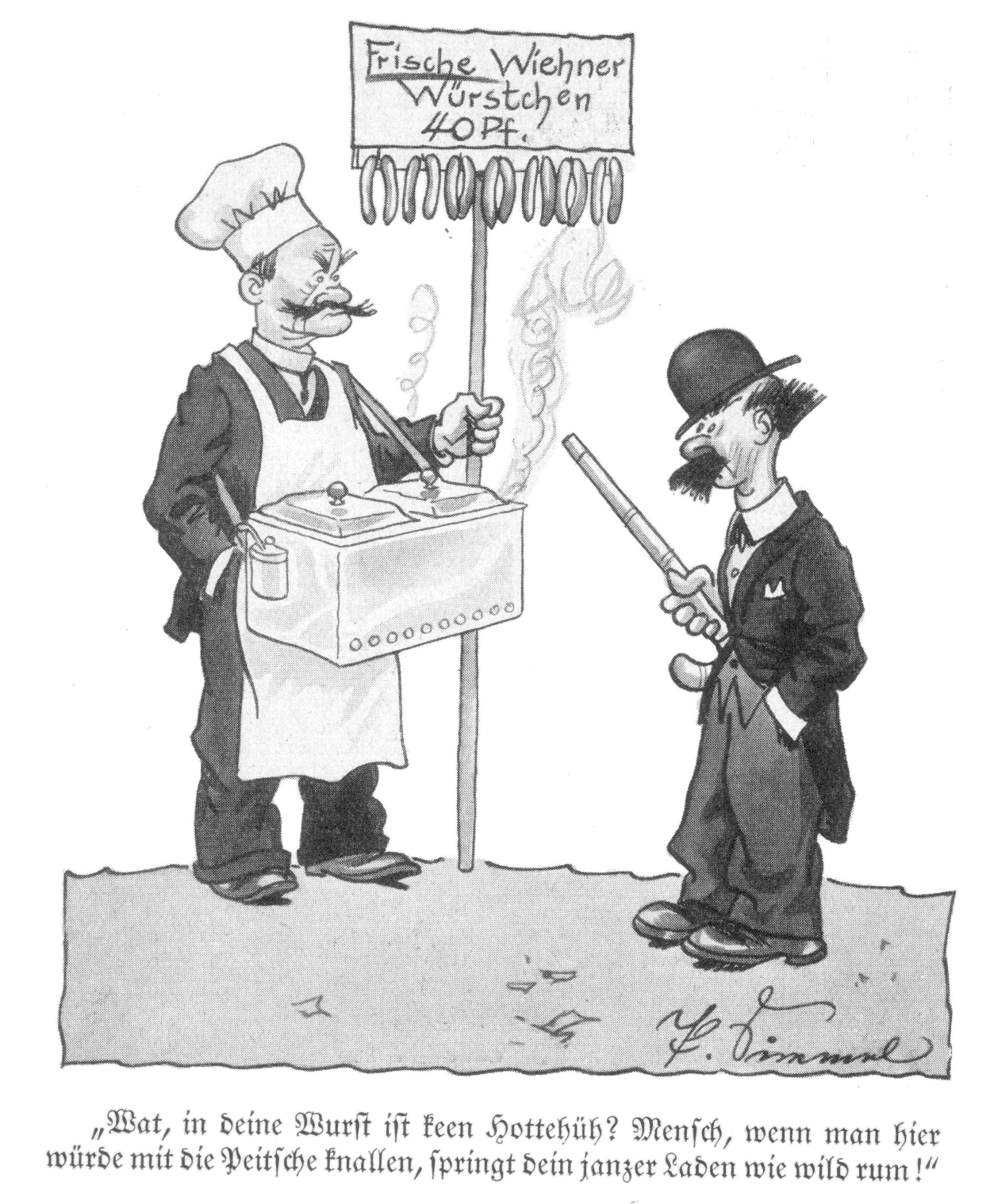
Karikatur zu Würstchen, die nicht deklariertes Pferdefleisch enthalten

## Ehrungen

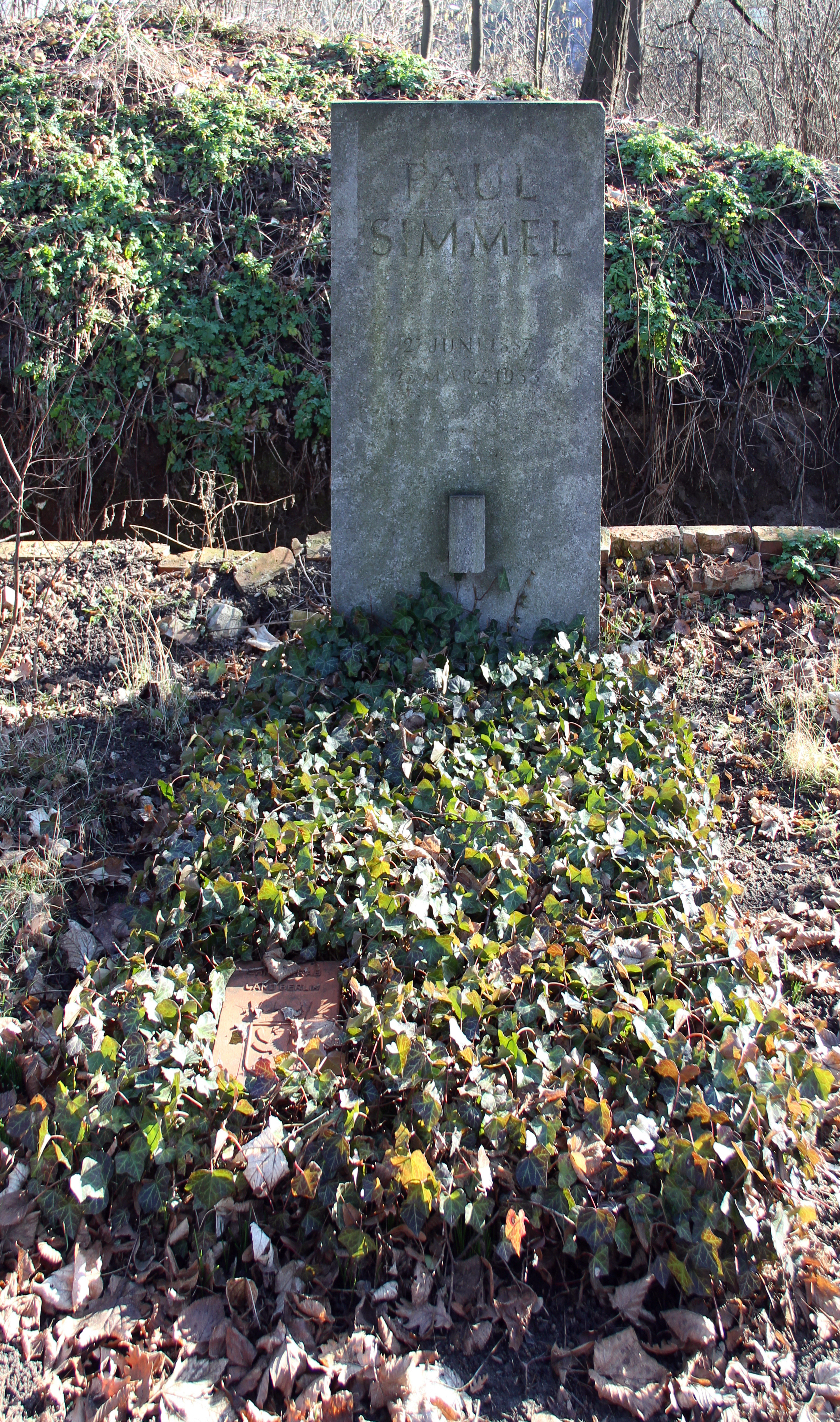
Ehrengrab, Werdauer Weg 5, in Berlin-Schöneberg

- Ehrengrab der Stadt Berlin: Evangelischer Neuer Friedhof der Zwölf-Apostel-Gemeinde, Werdauer Weg 5, Tempelhof-Schöneberg
- Namensgeber für die Paul-Simmel-Grundschule, Felixstraße 26, Tempelhof-Schöneberg in Berlin[2]

## Bibliographie (unvollständig)
- Rudolf Presber: Das goldene Lachen. Ein humoristischer Familienschatz in Wort und Bild. Berlin, Verlag von Neufeld und Henius. (um 1910) Unter den zahlreichen Illustratoren: Paul Scheurich, Eduard Grützner, Paul Simmel, Walter Trier, Heinrich Zille u. a.
- Ta tü - ta ta! 100 heitere Bilder von S. M. Verlag der Lustigen Blätter (Dr. Eysler & Co.), Berlin 1913. Karikaturen von Franz Jüttner, Hans Meid, Paul Simmel, Ernst Stern, Walter Trier u. a.
- Gustav Hochstetter: Das Volk steht auf, Deutsche Verse und Bilder für deutsche Kinder. Zeichnungen von Paul Simmel. Duisburg, Verlag J.A. Steinkamp, 1914.
- Gustav Manz: Hundert Jahre Berliner Humor. Ein heiteres Stück Kulturgeschichte von den Freiheitskriegen bis zum Weltkrieg. Berlin: Eysler 1916 (Illustrationen von Theodor Hosemann, B. Dörbeck, Adolf Menzel, Fritz Koch-Gotha, Paul Simmel, Hans Baluschek, Willibald Krain, Heinrich Zille u. a.)
- Simmel-Sanatorium. Ullstein Verlag, Berlin um 1920.
- Karl Escher: Der blühende Purzelbaum. Schnurren von Karl Escher. Zeichnungen von Paul Simmel. Berlin Dr. Eysler & Co 1920.
- Hans Ostwald: Der Urberliner in Witz, Humor und Anekdote. Berlin, Franke Verlag, um 1920. Mit 21 Illustrationen von Paul Simmel, Heinrich Zille u. a.
- Das neue Simmel Buch. Bilder und Witze. Ullstein Verlag, Berlin 1923.
- Paul Simmel Album. Lachen und nicht verzweifeln. Eysler & Co. Berlin 1923.
- Hans Reimann: Mein Kabarettbuch. Mit 16 Zeichnungen von Paul Simmel. Paul Steegemann, Hannover / Leipzig 1923.
- Hans Reimann: Sächsische Miniaturen. Zweiter Band, Mit 20 Zeichnungen von Paul Simmel. Paul Stegemann Verlag, Hannover 1923.
- Ausgerechnet Paul Simmel. Dr. Eysler & Co., Berlin 1924.
- Paul Nikolaus: Jüdische Miniaturen. Schnurren und Schwänke. Mit 11 Zeichnungen von Paul Simmel. Paul Steegemann Verlag, Hannover / Leipzig 1924.
- Hans Müller-Schlösser: Tünnes. Schwänke und Schnurren. Mit 20 Zeichnungen von Paul Simmel. Hannover und Leipzig, Paul Steegemann, 1924.
- Paul Morgan, Kurt Robitschek (Hrsg.):  Die einsame Träne. Das Buch der guten Witze. Drei Masken-Verlag, Berlin 1924.
- Fredy Budzinski: Sechs Tage auf dem Rade. Geschichtliches, Ernstes und Heiteres aus dem Leben der Sechstage-Fahrer. Illustriert von Paul Simmel und Howard Freeman. Selbstverlag des Verfassers, Berlin [1925].
- An mein Volk! Eysler, Berlin [1926] 100 Illustrationen von Paul Simmel.
- Die Berliner Schnauze. Eysler, Berlin (1926).
- Hab Sonne im Herzen! Gesammeltes Gesimmeltes. Eysler, Berlin (1926).
- Soll und Haben. Lustiges aus dem Kaufmannsleben. Sieben Stäbe Verlag, Berlin (1927).
- Mamas Liebling. Ein lustiges Buch für groß und klein. Eysler, Berlin (1926).
- Ausgerechnet Paul Simmel. Mit einem Vorwort von Hans Reimann. Selle-Eysler, Berlin 1928.
- Frische Simmeln - Das neue Simmel-Album. Ullstein, Berlin ca. 1930.
- Luise Holle: Hört meinen Rat: Esst mehr Salat! Illustriert von Paul Simmel. Frankfurt, Essigsäure-Gesellschaft, (ca. 1930).
- Meine lieben Zeitgenossen. Lieder und Witze von Paul Simmel. Ullstein, Berlin 1932.
- Neues Paul-Simmel-Album. Unveröffentlichte, letzte Arbeiten des Künstlers. Heinrich Plesken, Stuttgart (1933).